# آلان جان ماري
آلان جان ماري (بالفرنسية: Alain Jean-Marie)‏ هو عازف جاز فرنسي، ولد في 1945 في بوانت-آه-بيتر في فرنسا.

## وصلات خارجية
- آلان جان ماري على موقع IMDb (الإنجليزية)
- آلان جان ماري على موقع ألو سيني (الفرنسية)
- آلان جان ماري على موقع ميوزك برينز (الإنجليزية)
- آلان جان ماري على موقع أول ميوزيك (الإنجليزية)
- آلان جان ماري على موقع ديسكوغز (الإنجليزية)